# Association de sauvegarde de la médina de Tunis
L'Association de sauvegarde de la médina de Tunis est une association fondée en 1967 pour préserver la médina de Tunis.

## Histoire

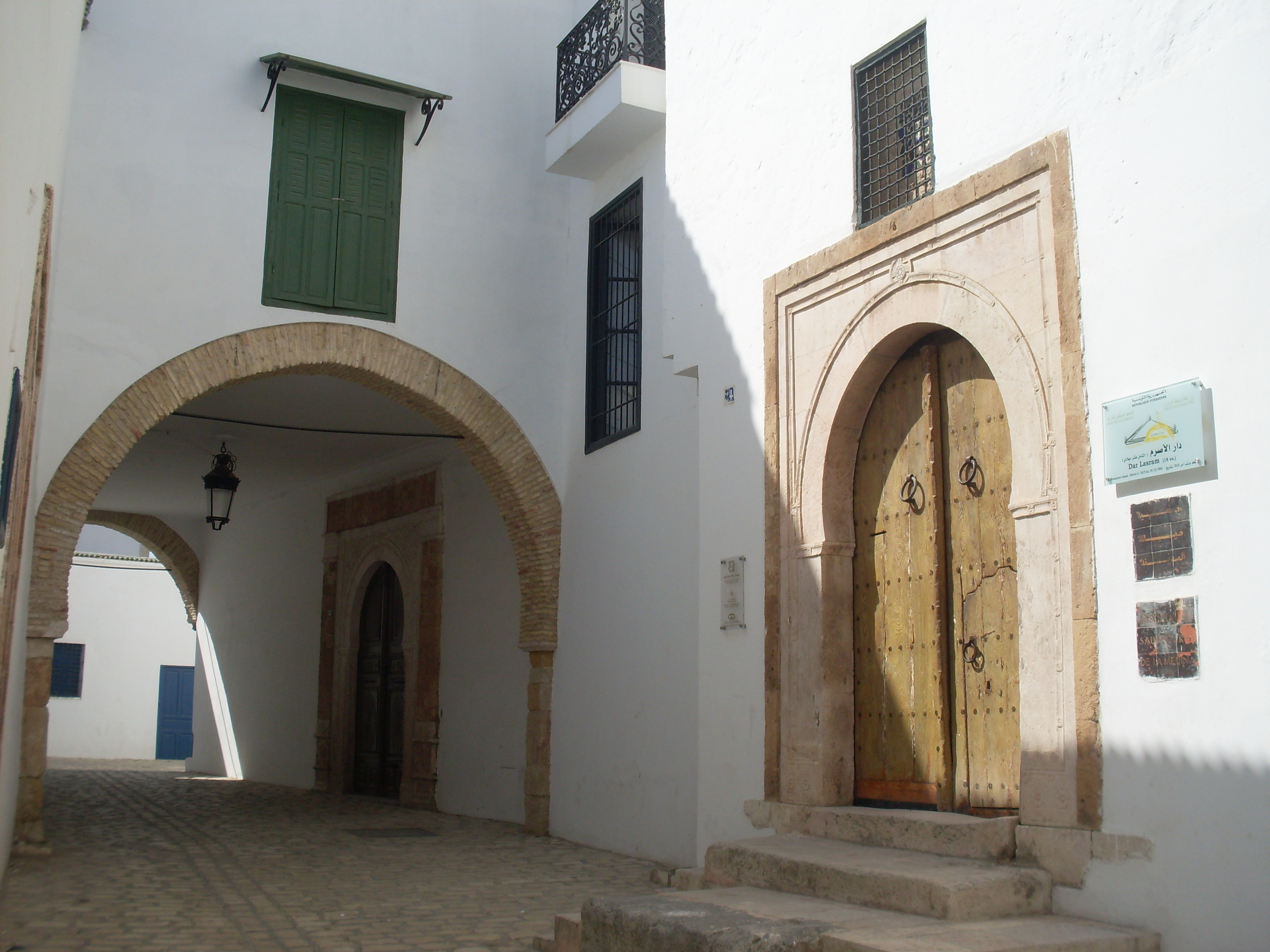
Dar Lasram : siège de l'association

Alors qu'il est à la fois maire et gouverneur de Tunis, Hassib Ben Ammar décide de fonder l'association en juin 1967 ; il en devient le président jusqu'en 1969. Financée par la municipalité de Tunis, le but officiel de l'association est d'« œuvrer pour la protection des ensembles urbanistiques traditionnels, des monuments historiques et de tous les objets à caractère de patrimoine culturel et de mener toute action susceptible d'assurer la préservation et la mise en valeur de la médina ».
Son siège est situé au Dar Lasram depuis 1968, la municipalité de Tunis ayant racheté ce palais en 1964.

## Présidence
Voici la liste des présidents et présidentes de l'association :
- 1967-1969 : Hassib Ben Ammar[2]
- 1969-1973 : Fouad Mebazaa[2]
- 1973-1975 : Ezzeddine Abassi[2]
- 1975-1978 : Hassen El Memmi[2]
- 1978-1980 : Salah Aouidj[2]
- 1980-1986 : Zakaria Ben Mustapha[2]
- 1986-1988 : Mohamed Ali Bouleymane[2]
- 1988-1990 : Ahmed Belkhodja[2]
- 1990-2000 : Mohamed Ali Bouleymane[2]
- 2000-? : Abbès Mohsen[2]
- depuis 2018 : Amel Meddeb Ben Ghorbel[4]